# آن دورت تاندروپ
آن دورت تاندروپ (دانمارکی: Anne Dorthe Tanderup؛ زادهٔ ۲۴ آوریل ۱۹۷۲) بازیکن هندبال اهل دانمارک بود.
از افتخارات وی میتوان به کسب مدال طلا به‌همراه تیم ملی هندبال زنان دانمارک در بازی‌های المپیک تابستانی ۱۹۹۶ اشاره کرد. 